# Дуала (город)
Дуа́ла (Камерунштадт, Камерун; фр. Douala) — крупнейший город Камеруна и его экономическая столица, центр Прибрежного региона и департамента Вури. Население — 4094,7 тыс. человек (данные 2023 года). Население агломерации — свыше 5 миллионов человек.

## География
Город Дуала расположен в западной части Камеруна, в 250 километрах к западу от Яунде, в 24 километрах от Атлантического океана, по берегам эстуария реки Вури. Южная, бо́льшая часть города расположена на левом берегу реки. Северную, портовую часть связывает с южной мост Бонабери. Город Дуала соединён железными дорогами с городами Яунде, Эдеа, Нконгсамба, Нгаундере и Кумба.

## Климат
Климат в Дуале — тропический. Резких температурных колебаний в Дуале не бывает, весь год температура держится около +26 °C. Район Дуалы характеризуется обильными осадками, особенно в сезон дождей, с мая по октябрь. Влажность воздуха — 99 % в сезон дождей и 80 % в другое время года. Ранее территория современной Дуалы представляла собой болотистую местность, в городе часто бывает жарко, душно и облачно. Такой климат весьма способствует распространению малярии.

Месячная норма осадков

| Показатель                    | Янв. | Фев. | Март  | Апр.  | Май   | Июнь  | Июль  | Авг.  | Сен.  | Окт.  | Нояб. | Дек. | Год    |
| ----------------------------- | ---- | ---- | ----- | ----- | ----- | ----- | ----- | ----- | ----- | ----- | ----- | ---- | ------ |
| Средний суточный максимум, °C | 31,7 | 32,3 | 32,1  | 31,9  | 31,2  | 29,4  | 27,6  | 27,3  | 28,6  | 29,6  | 30,6  | 31,3 | 30,3   |
| Средняя температура, °C       | 27,5 | 28,1 | 27,8  | 27,6  | 27,2  | 26,2  | 25,1  | 24,9  | 25,6  | 26,1  | 26,9  | 27,2 | 26,7   |
| Средний суточный минимум, °C  | 23,3 | 23,9 | 23,5  | 23,4  | 23,2  | 22,9  | 22,6  | 22,8  | 22,7  | 22,6  | 23,2  | 23,2 | 23,1   |
| Норма осадков, мм             | 35,5 | 63,6 | 168,4 | 229,5 | 271,6 | 429,0 | 694,6 | 754,6 | 626,0 | 409,7 | 133,9 | 34,8 | 3851,2 |
| Источник:                     |      |      |       |       |       |       |       |       |       |       |       |      |        |

## История

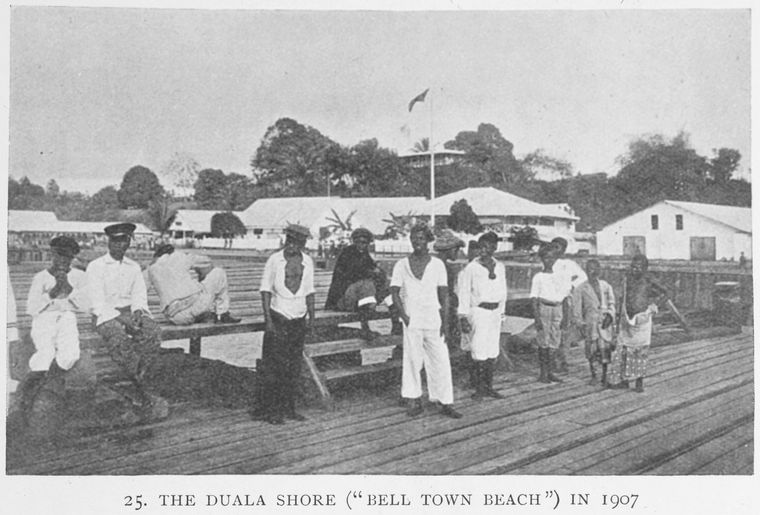
Набережная Дуалы в 1907 году

Первыми европейцами, появившимися в районе современной Дуалы, стали португальцы в 1472 году. Около 1650 года на территории современной Дуалы возникло поселение народа дуала. В XVIII веке поселение стало центром трансатлантической работорговли. В середине XIX века сюда прибывают английские миссионеры. Во второй половине XIX века на месте трёх африканских деревень Аква, Белл и Дейдо возник город Камерун Сити, который стал центром торговли европейцев с местными жителями. В 1881 году немецкая фирма «Woerman Linie» по соглашению с вождями дуала начала строить порт (до строительства порта морская торговля осуществлялась с помощью понтонов, закреплённых посреди реки). В это время основным экспортируемым товаром было пальмовое масло. В 1884 году город перешёл к немцам и получил название Камерунштадт. Камерунштадт стал столицей Германского Камеруна.
В конце XIX века началось строительство набережной. Руководство строительными проектами осуществлял губернатор фон Путткамер, который постепенно превратил будущую Дуалу из обычной африканской деревни в современный по тем меркам город. Были проложены широкие улицы, сооружена плотина, проведено осушение болот, построен железнодорожный вокзал. Строительство железной дороги до Яунде, начатое при немецком протекторате, было закончено уже французами. В 1901 году столица была перенесена в город Буэа с более благоприятным климатом, однако Дуала продолжала развиваться и оставаться экономическим центром колонии. В 1907 году город получил современное название Дуала. В 1916 году город перешёл под совместное управление англичан и французов, а в 1919 году вошёл в состав Французского Камеруна. С 1940 по 1946 годы Дуала была столицей Камеруна.

## Административное деление
Дуала географически делится на 4 крупных района: Аква, Бонанджо, Дейдо и Бонабери. Аква — центральный район, примыкающий к реке, в нём сосредоточена ночная жизнь. Бонанджо — также центральный район, старый город, коммерческий и административный центр города. Бонабери — северная часть города, в которой расположен порт.
Административно-территориальное деление Дуалы: 6 округов, которые, в свою очередь, делятся на 120 районов.

## Население
Дуала — многонациональный город. Наибольшую долю в 1987 году занимали представители четырёх этнических групп: бамилеке (47 %), баса (21 %), дуала (11 %) и бети (9 %). На долю остальных национальностей приходилось 13 %.
Численность населения города быстро растёт в связи с массовым переселением камерунцев из деревень в города. Наиболее часто в Дуалу прибывают из Прибрежной провинции (60,8 % всех приезжих) и Западной провинции (22,5 %) (по данным на 1987 год).
| Численность населения Дуалы (тыс. чел.) |      |      |      |      |      |      |      |      |      |      |      |      |       |      |       |       |       |       |       |        |        |
| Дата оценки или переписи                | 1884 | 1916 | 1920 | 1924 | 1927 | 1931 | 1933 | 1935 | 1937 | 1939 | 1941 | 1944 | 1947  | 1949 | 1954  | 1956  | 1976  | 1987  | 1991  | 1999   | 2001   |
| Численность населения                   | 5,0  | 29,4 | 26,4 | 44,5 | 54,6 | 37,0 | 52,6 | 56,5 | 79,4 | 69,8 | 76,7 | 73,8 | 115,5 | 76,6 | 192,4 | 224,3 | 637,0 | 810,0 | 884,0 | 1448,3 | 1494,7 |

## Религия
Дуалу населяют представители различных конфессий, что не мешает им мирно уживаться друг с другом. Жители Дуалы отличаются толерантностью и веротерпимостью, в городе нет отдельных религиозных кварталов. Наибольшую долю занимают представители христианских религий: католики и протестанты. В городе проживает также мусульманское меньшинство. Последние годы отмечены ростом числа христианских сект.

## Экономика
Дуала — важный промышленный, торговый, политический и культурный центр страны. В Дуале сосредоточены крупнейшие компании Камеруна, функционирует Дуальская фондовая биржа, расположен главный рынок в Камеруне — Eco Market. Через Дуалу совершается большинство экспортных операций Камеруна, в том числе экспорт нефти, древесины, бананов, какао и кофе.
Из отраслей промышленности в Дуале развиты лёгкая, пищевая (см. также Brasseries du Cameroun), деревообрабатывающая, химическая, алюминиевая промышленность, а также сборка велосипедов, мотоциклов, транзисторных приёмников. Город имеет судоверфь.
Дуала — самый дорогой город в Африке. Среди всех крупных городов мира по стоимости жизни Дуала находится (по данным на 2007 год) на 24 месте. По качеству жизни Дуала занимает 186 место из 211 крупнейших городов мира.
Бюджетные расходы города составляют 69 миллиардов франков КФА в год (1999—2000 годы). В 1996—2001 годах в связи с победой на выборах в Дуале оппозиции финансовые поступления из Яунде резко сократились. Это вызвало существенное сокращение финансирования по ряду направлений и, например, привело к тому, что дороги города находились в плохом состоянии и некоторые кварталы были недоступны для машин в сезон дождей. В 2002 году ситуация с финансированием нормализовалась, началась реконструкция дорожных путей.
Одной из серьёзных проблем, сдерживающих экономическое развитие Дуалы, считается коррупция, которая ограничивает приток иностранных инвестиций. Другая проблема — обеспечение быстро растущего города продовольствием.

## Инфраструктура и транспорт
Дуала является крупным транспортным узлом Камеруна, через порт Дуалы осуществляется 95 % всех морских перевозок Камеруна. Этот порт также обслуживает потребности Чада и ЦАР, не имеющих выхода к морю.
В 10 километрах от Дуалы функционирует международный аэропорт, занимающий первое место в стране по пассажиропотоку. Аэропорт известен случаями отключения электроэнергии и процветанием мелкого воровства.

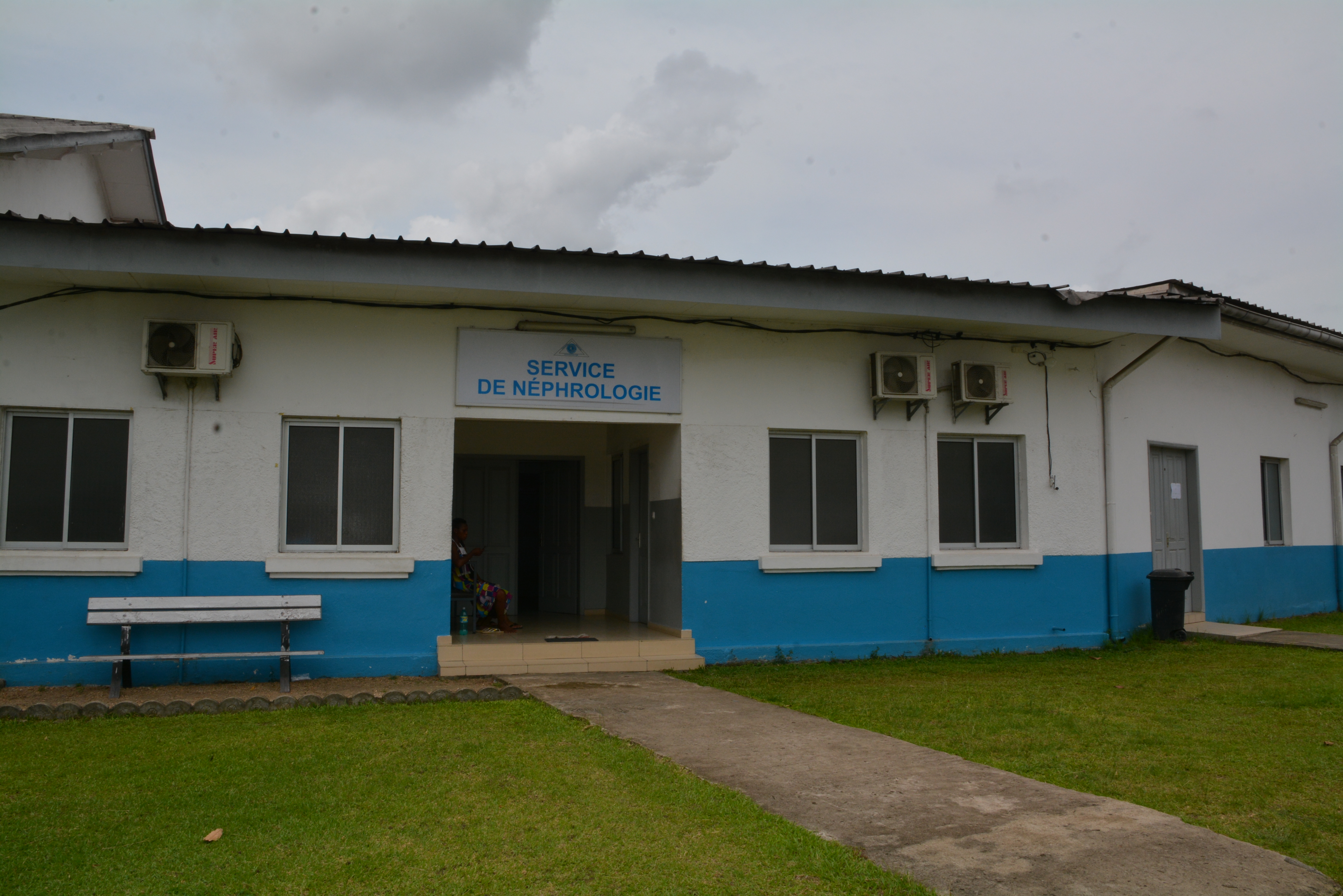
Нефрологическое отделение в больнице Лаквинтиние

## Здравоохранение
По санитарному состоянию Дуала занимает 179 позицию из 215 городов мира, которую делит со столицей Камеруна Яунде. В 2004 году в городе началась эпидемия холеры.

## Достопримечательности и культура

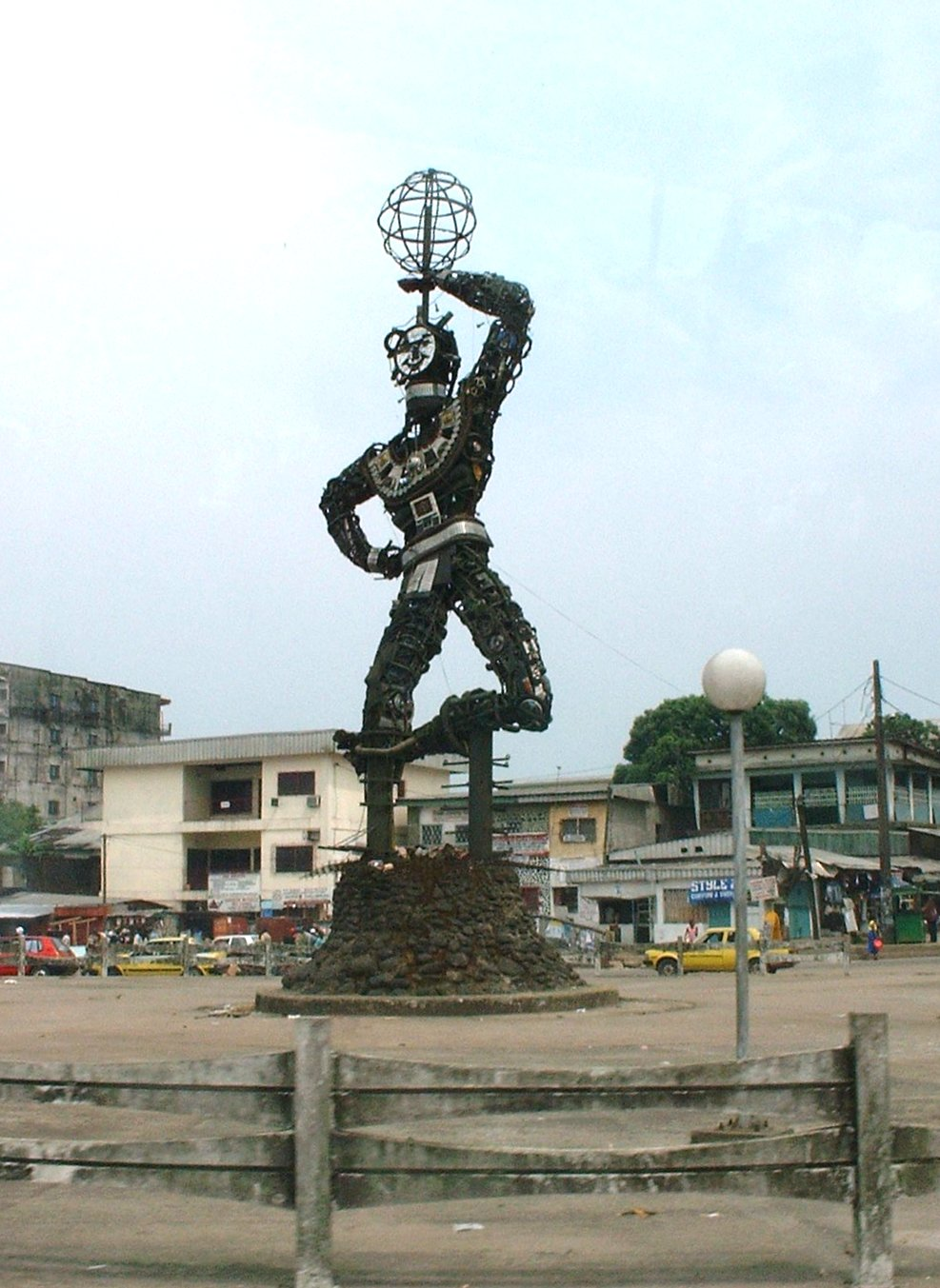
Скульптура «Миллениум»

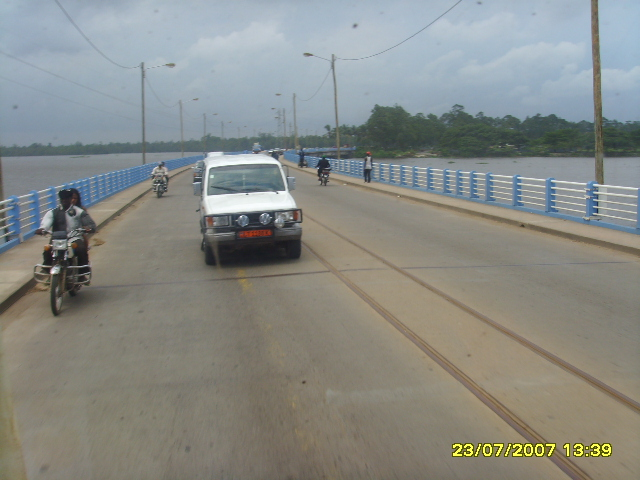
Мост через реку Вури

- Дворец XIX века пирамидальной формы.
- Авеню Республики (Avenue de la Republique) — главная улица Дуалы. На ней расположен четырёхзвёздочный отель «Аква Палас» (Aqua Palace), открытый в 1951 году.
- Главная магистраль района Бонанджо — авеню генерала де Голля (Avenue du General-de-Gaulle).
- Бульвар республики, расположенный в квартале Дейдо (Deido). Бульвар украшает оригинальная скульптура «Миллениум» — фигура, держащая на голове земной шар. Скульптура собрана из глиняных горшков, проволоки и автомобильных шин[9].
- Музей Дуала, находящийся на втором этаже мэрии. В музее представлено прикладное искусство народов бамум и бамилеке.
- Ремесленный рынок в Бонанджо[9].
- Кафедральный собор святых Петра и Павла, построенный в 1930 году и торжественно открытый в 1936 году.
- Площадь правительства (Place de Gouvernement), на которой располагается так называемая «Китайская пагода» (La Pagode), построенная в начале XX века. В пагоде в разные годы проживали национальный герой Камеруна Манга Белл, французский писатель Луи-Фердинанд Селин[9].
- Муниципальный парк, в котором расположен монумент погибшим в годы Первой мировой войны. Рядом с парком сохранились образцы французской колониальной постройки 1920—1930-х годов[9].
- Набережная реки Вури, вдоль которой располагаются многоэтажные здания контор и торговых фирм[6].
- Мост через реку Вури (Pont de Wouri), соединяющий южную часть Дуалы с северной, в которой расположен порт Бонабери. Мост построен в 1954 году, длина моста — 1800 метров.
- Железнодорожный вокзал, построенный немцами.
- Дворец юстиции.
- Дворец спорта.
- Отели «Кокотье», «Лидо» и «Домино».
- Рабочие кварталы Дейдо, Нью-Бель, Бали с узкими улицами, одноэтажными бараками, хижинами из соломы и пальмовых циновок[6].
- Панафриканский институт развития.
- Doual'art

## Спорт
Крупнейшим стадионом Дуалы является спортивный комплекс «Япома», построенный в 2019 году и вмещающий 50 тысяч зрителей. Вторым по вместительности стадионом считается «Стад Реюнификасьон», который после реконструкции общей стоимостью 50 миллионов евро, может вмещать до 38 тысяч человек.
Благодаря наличию таких арен в городе проводились матчи Кубка африканских наций по футболу 1972 и 2021 годов, а также чемпионата африканских наций 2020 года. Среди других крупных континентальных турниров, проходивших в Дуале, стоит отметить чемпионат Африки по лёгкой атлетике 2024 года и чемпионат Африки по бадминтону 2025 года.
Четыре клуба из Дуалы становились чемпионами Камеруна по футболу: «Орикс Дуала», «Юнион Дуала», «Кайман Дуала» и «Леопард Дуала». В сезоне 2024/25 город в чемпионате представляют три команды — «Лез Астр», «Динамо» и «Юнион Дуала».

## Города-побратимы
Дуала состоит в дружеских взаимоотношениях со следующими городами-побратимами:
| Город              | Страна  | Дата | Ссылка |
| ------------------ | ------- | ---- | ------ |
| Акхисар            | Турция  |      |        |
| Дакар              | Сенегал |      |        |
| Ньюарк, Нью-Джерси | США     |      |        |
| Филадельфия        | США     | 1985 |        |

## Уроженцы города
- Тимоте Атуба (родился в 1982) — футболист сборной Камеруна, выступал за Базель, Тоттенхем и Гамбург,
- Франсис Бебей (1929—2001) — писатель, поэт, гитарист и композитор,
- Жозеф-Антуан Белл (родился в 1954) — футболист сборной Камеруна, выступал за Олимпик Марсель и Бордо,
- Жозеф Бессала (родился в 1941) — боксёр, серебряный призёр Олимпийских игр 1968 года,
- Патрик Бодри (родился в 1946) — космонавт, второй француз, побывавший в космосе,
- Серж Бранко (родился в 1980) — футболист сборной Камеруна, выступал за Шинник, Крылья советов и Дуйсбург,
- Жан-Ален Бумсонг (родился в 1979) — футболист сборной Франции, выступал за Ньюкасл и Ювентус,
- Пьер Воме (родился в 1979) — футболист сборной Камеруна, играл за Рому, Интернационале и Вердер,
- Эрик Джемба-Джемба (родился в 1981) — футболист сборной Камеруна, выступал за Нант и Манчестер Юнайтед,
- Патрик Ибанда Гийом (родился в 1978) — футболист, выступал за украинские клубы,
- Раймон Коне Калла Нконго (родился в 1975) — футболист сборной Камеруна, выступал за Бохум,
- Идрис Карлос Камени (родился в 1984) — футболист сборной Камеруна, выступал за Эспаньол,
- Вероника Манг (родилась в 1984) — французская легкоатлетка, бронзовый призёр Олимпийских игр 2004 года,
- Люсьен Меттомо (родился в 1977) — футболист сборной Камеруна, выступал за Манчестер Сити и Кайзерслаутерн,
- Роже Милла (родился в 1952) — футболист сборной Камеруна, выступал за Монако и Сент-Этьен,
- Анри Патрик Мбома Дем (родился в 1970) — футболист сборной Камеруна, выступал за Пари Сен-Жермен и Парму,
- Херман Нгудьо (родился в 1979) — боксёр, бронзовый призёр всеафриканских игр 1999 года,
- Александр Сонг Билонг (родился в 1987) — футболист сборной Камеруна, выступал за Бастию и Арсенал,
- Жерри-Кристиан Тчуйсе (родился в 1975) — футболист сборной Камеруна, выступал за московский Спартак,
- Поль-Эрве Эссола Теамба (родился в 1981) — футболист сборной Камеруна, выступал за «Бастию» и «Арсенал»,
- Самюэль Это’о (родился в 1981) — футболист сборной Камеруна, выступал за Реал Мадрид, Барселону, Интернационале и Челси.